# Conomitrium hemiloma
Conomitrium hemiloma är en bladmossart som beskrevs av Bescherelle 1891. Conomitrium hemiloma ingår i släktet Conomitrium och familjen Fissidentaceae. Inga underarter finns listade i Catalogue of Life.